# Кастельнуово-Парано
Кастельнуово-Парано (італ. Castelnuovo Parano) — муніципалітет в Італії, у регіоні Лаціо,  провінція Фрозіноне.
Кастельнуово-Парано розташоване на відстані близько 125 км на південний схід від Рима, 45 км на південний схід від Фрозіноне.
Населення — 885 осіб (2014).
Щорічний фестиваль відбувається 15 січня. Покровитель — San Mauro.

## Демографія
Населення за роками:

Станом на 1 січня 2023 року в муніципалітеті офіційно проживало 11 іноземців з 3 країн, серед них 10 громадян країн Євросоюзу.

## Сусідні муніципалітети
- Аузонія
- Корено-Аузоніо
- Есперія
- Сан-Джорджо-а-Лірі
- Валлемайо